# Jonathan Hale
Jonathan Hale (eigentlich Jonathan Hatley; * 23. März 1891 in Ontario, Kanada; † 28. Februar 1966 in Woodland Hills, Los Angeles, USA) war ein kanadischer Filmschauspieler.

## Leben
Jonathan Hale wurde in Kanada geboren und war bis vor Beginn seiner Filmkarriere im Diplomatischen Dienst tätig. Im Jahr 1934 hatte er seine ersten Rollen beim Film, jedoch zunächst meist nur Kleinstrollen oder nicht genannte Kurzauftritte. Jonathan Hale konnte sich schließlich vor allem als Darsteller von Autoritätsfiguren wie hochrangigen Geschäftsmännern, Offizieren oder Politikern etablieren. Seine vielleicht bekannteste Rolle übernahm er zwischen 1938 und 1946 in der Blondie-Filmreihe als Dagwood Bumsteads Vorgesetzter J. C. Dithers. Einer seiner bekanntesten Filme ist der Hitchcock-Thriller Der Fremde im Zug aus dem Jahr 1951, wo er den Vater eines psychopathischen Killers verkörperte. Insgesamt spielte er in über 200 Spielfilmen mit, darüber hinaus wirkte er ab den 1950er-Jahren im Fernsehen an diversen Fernsehfilmen und Serien mit. 
Hale war Witwer und hatte zwei Kinder. Der Schauspieler galt zuletzt als depressiv und lebte im Motion Picture & Television Country House, einem Seniorenheim für Schauspieler. Im Februar 1966 starb der 74-jährige Schauspieler durch Suizid mit einer Pistole. Er wurde im Valhalla Memorial Park Cemetery beigesetzt.

## Filmografie (Auswahl)
- 1934: The Case of the Howling Dog
- 1934: 1929 – Manhattan N.Y. (Gentlemen Are Born)
- 1935: Das Rätsel von Zimmer 309 (One New York Night)
- 1935: Der FBI-Agent (G Men)
- 1935: Der Rabe (The Raven)
- 1935: Alice Adams
- 1935: Skandal in der Oper (A Night at the Opera)
- 1935: Charlie Chans Geheimnis (Charlie Chan’s Secret)
- 1935: Wenn sie nur kochen könnte (If You Could Only Cook)
- 1936: Mordprozess Harms (The Case Against Mrs. Ames)
- 1936: Blinde Wut (Fury)
- 1936: Der Verschwender (Spendthrift)
- 1936: Charlie Chan beim Pferderennen (Charlie Chan at the Race Track)
- 1936: China Clipper
- 1936: Favorit auf allen Bahnen (Down the Stretch)
- 1936: The Magnificent Brute (Magnificent Brute)
- 1936: Der Held der Prärie (The Plainsman)
- 1936: Zum Tanzen geboren (Born to Dance)
- 1937: Gehetzt (You Only Live Once)
- 1937: Geächtet (Outcast)
- 1937: Ein Stern geht auf (A Star Is Born)
- 1937: Wings Over Honolulu
- 1937: Charlie Chan bei den Olympischen Spielen (Charlie Chan at the Olympics)
- 1937: Unter vier Augen (This Is My Affair)
- 1937: Saratoga
- 1937: Danger – Love at Work
- 1938: Arsène Lupin Returns
- 1938: Mad About Music
- 1938: Teufelskerle (Boys Town)
- 1938: Breaking the Ice
- 1938: Blondie
- 1939: Auf in den Kampf (Stand Up and Fight)
- 1939: Blondie Meets the Boss
- 1939: Liebe und Leben des Telefonbauers A. Bell (The Story of Alexander Graham Bell)
- 1939: Nur dem Namen nach (In Name Only)
- 1939: Bomben auf Texas (In Old Monterey)
- 1939: Blondie Brings Up Baby
- 1940: Blondie Has Servant Trouble
- 1940: Blondie Plays Cupid
- 1941: Dem Schicksal vorgegriffen (Flight from Destiny)
- 1941: Blondie Goes Latin
- 1941: Blondie in Society
- 1942: Blondie Goes to College
- 1942: Blondie’s Blessed Event
- 1942: Calling Dr. Gillespie
- 1942: Blondie for Victory
- 1943: Neun Kinder und kein Vater (The Amazing Mrs. Holliday)
- 1943: Auch Henker sterben (Hangmen Also Die!)
- 1943: It’s a Great Life
- 1943: Footlight Glamour
- 1943: Jack London
- 1944: Als du Abschied nahmst (Since You Went Away)
- 1944: Dead Man’s Eyes
- 1944: Der Morgen gehört uns (And Now Tomorrow)
- 1944: Hollywood-Kantine (Hollywood Canteen)
- 1945: Leave It to Blondie
- 1945: G. I. Honeymoon
- 1945: Liebe in der Wildnis (Dakota)
- 1945: Life With Blondie
- 1946: Blondie’s Lucky Day
- 1946: Eine Falle für die Braut (Easy to Wed)
- 1946: Blondie Knows Best
- 1947: Black Gold
- 1947: Anklage: Mord (High Wall)
- 1948: Kennwort 777 (Call Northside 777)
- 1948: Der Herr der Silberminen (Silver River)
- 1948: Tal der Leidenschaften (Tap Roots)
- 1948: Schweigende Lippen (Johnny Belinda)
- 1949: Die China-Mission (State Department: File 649)
- 1949: Weiße Banditen (Stampede)
- 1949: Ein Mann wie Sprengstoff (The Fountainhead)
- 1950: Der Baron von Arizona (The Baron of Arizona)
- 1950: Three Husbands
- 1951: Der Fremde im Zug (Strangers on a Train)
- 1951: Verschwörung im Nachtexpreß (The Tall Target)
- 1952: Skandalblatt (Scandal Sheet)
- 1952: Stärker als Ketten (Carbine Williams)
- 1952: Bleichgesicht Junior (Son of Paleface)
- 1952: Die Stahlfalle (The Steel Trap)
- 1953: Kansas Pazifik (Kansas Pacific)
- 1953: Superman – Retter in der Not (Adventures of Superman, Fernsehserie, 2 Folgen)
- 1954: Verwegene Landung (Men of the Fighting Lady)
- 1954: Königin der Berge (Cattle Queen of Montana)
- 1955: Lassie (Fernsehserie, Folge 1x21 Der blinde Soldat)
- 1955: Die Nacht ist voller Schrecken (The Night Holds Terror)
- 1956: Großer Adler – Häuptling der Cheyenne (Brave Eagle, Fernsehserie, Folge 1x17)
- 1956: Laya – Das Mädchen im Dschungel (Jaguar)
- 1956: Our Miss Brooks (Fernsehserie, Folge 4x23)
- 1956: Bankraub in Mexiko (The Three Outlaws)
- 1965: Stunde der Entscheidung (Kraft Suspense Theatre, Fernsehserie, Folge 2x18)